# 亚琛条约
德法合作与一体化条约（德語：Vertrag über die deutsch-französische Zusammenarbeit und Integration）或法德合作与一体化条约（法語：Traité sur la coopération et l'intégration franco-allemandes），又称亚琛条约（德語：Vertrag von Aachen），是德意志联邦共和国与法兰西共和国之间的双边协定，由德国总理安格拉·默克尔和法国总统埃马纽埃尔·马克龙于2019年1月22日在德国亚琛签署。
该协议遵循1963年爱丽舍条约的传统，旨在通过欧洲政治的密切协调，强有力的共同外交与安全政策，加强军事合作和具有共同规则的经济区建设，进一步加强德法合作。 